# ルマイラ油田
ルマイラ油田（ルマイラゆでん、アラビア語: حقل الرميلة、英語: Rumaila field）は、クウェートとイラク南部にまたがって存在するイラク最大の油田。この油田への傾斜掘削法が、イラクとクウェートの間で論争となり、湾岸戦争勃発の要因の一つとなった。イラクはクウェートの傾斜掘削法を非難し、イラク支配下の土地を掘っていると主張し、その場所(クウェート領)を攻撃した。1953年にBP(当時はブリティッシュ・ペトロリアム)によりこの巨大な油田が発見された。バクル政権下で、イラクによって国有化された。その時から、油田はイラクとクウェート双方の支配下となった。イラク全体の油田の15%強にあたると見積もられていて、2009年6月末に、BPと中国石油天然気集団公司が20年間の開発契約を勝ち取った。